# Beretta M9
A Beretta M9 é uma pistola, de origem italiana, calibre 9×19mm Parabellum usada como a arma secundária oficial das forças armadas dos Estados Unidos desde 1985. É essencialmente uma especificação militar da Beretta 92FS.
A M9 ganhou a licitação na década de 1980 para substituir a M1911A1 como a arma secundária principal do exército americano, superando seus concorrentes, como a pistola SIG P226. Ela entrou em serviço oficialmente em 1990. Ainda assim, algumas pistolas da variante M11 continuaram em uso.
A M9 estava programada para ser substituída do serviço do exército dos Estados Unidos através do programa Future Handgun System (FHS). Porém problemas com custos atrasaram o projeto. A Beretta apresentou uma nova arma ao exército, a pistola M9A3, mas os militares americanos a rejeitaram. A M9, contudo, continuou a ser usada por muitos anos. O processo de substituição das mesmas por pistolas Sig Sauer modelo P320 foi concluido em janeiro de 2017, um dia após a posse do presidente Donald Trump.